# 칠성무당벌레
칠성무당벌레(Coccinella septempunctata)는 주변에서 볼 수 있는 가장 흔한 무당벌레이다. 딱지날개는 붉은색이고 양쪽에 각각 점이 3개, 날개의 경계 부분에 겹치는 것 1개로 7개의 점이 있다. 학명은 "점이 7개인 무당벌레"라는 뜻이다(septem = "seven", punctus = "spot").